# فهرست فرودگاه‌های محدوده مک‌موری
این مقاله شامل فهرست فرودگاه‌های فورت مک‌موری، آلبرتا، کانادا است.
| نام فرودگاه                           | ایکائو/TC موقعیت‌یاب (یاتا) | Location            | مختصات                                                          |
| ------------------------------------- | -------------------------- | ------------------- | --------------------------------------------------------------- |
| Fort McMurray Airport                 | CYMM (YMM)                 | فورت مک‌موری         | ۵۶°۳۹′۱۲″ شمالی ۱۱۱°۱۳′۲۴″ غربی / ۵۶٫۶۵۳۳۳°شمالی ۱۱۱٫۲۲۳۳۳°غربی |
| فرودگاه آبی فورت مک‌موری               | CES7                       | فورت مک‌موری         | ۵۶°۴۴′۰۰″ شمالی ۱۱۱°۲۲′۰۰″ غربی / ۵۶٫۷۳۳۳۳°شمالی ۱۱۱٫۳۶۶۶۷°غربی |
| Fort McMurray (Legend) Aerodrome      | CLG7                       | Athabasca oil sands | ۵۷°۱۱′۴۹″ شمالی ۱۱۲°۵۳′۴۴″ غربی / ۵۷٫۱۹۶۹۴°شمالی ۱۱۲٫۸۹۵۵۶°غربی |
| فرودگاه فورت مک‌موری                   | CER4                       | فورت مک‌موری         | ۵۷°۰۳′۲۰″ شمالی ۱۱۱°۳۴′۲۶″ غربی / ۵۷٫۰۵۵۵۶°شمالی ۱۱۱٫۵۷۳۸۹°غربی |
| Fort McMurray (North Liege) Aerodrome | CNL2                       | Athabasca oil sands | ۵۷°۰۸′۱۰″ شمالی ۱۱۳°۱۷′۲۳″ غربی / ۵۷٫۱۳۶۱۱°شمالی ۱۱۳٫۲۸۹۷۲°غربی |
| Fort McMurray (South Liege) Aerodrome | CLS3                       | Athabasca oil sands | ۵۶°۴۹′۴۶″ شمالی ۱۱۳°۰۵′۵۵″ غربی / ۵۶٫۸۲۹۴۴°شمالی ۱۱۳٫۰۹۸۶۱°غربی |